# ویلاوا
ویلاوا (به اسپانیایی: Villava) یک منطقهٔ مسکونی در اسپانیا است که در Cuenca de Pamplona واقع شده‌است. ویلاوا ۱ کیلومتر مربع مساحت دارد ۴۳۰ متر بالاتر از سطح دریا واقع شده‌است.